# 北野洸貴
北野 洸貴（きたの こうき、1988年4月27日 - ）は、神奈川県横須賀市出身の元プロ野球選手（外野手）。右投左打。プロでは育成選手であった。

## 経歴
野球を始めた時から遊撃手としてプレーしており、横浜創学館高時代も遊撃手として活躍。同期に秋山翔吾がいた。
神奈川大学に進学すると、当時のキャプテンが遊撃手を務めていたため、コーチの打診により外野手に転向した。俊足と強肩を活かし活躍し、3年時には日本代表に選出され、その頃からプロ入りを意識するようになった。4年秋にはベストナインを受賞し、リーグ2位から明治神宮大会へ出場するとベスト4。
2010年10月28日、プロ野球ドラフト会議にて東京ヤクルトスワローズから育成1位指名を受けた。
2012年10月3日に戦力外通告を受けた。その後は警察官に転身し警視庁第四機動隊で主に国会、首相官邸、大使館などの警備を担当に傍らで警視庁野球部に所属し野球を続けている。

## 詳細情報

### 年度別打撃成績
- 一軍公式戦出場なし

### 背番号
- 116 （2011年 - 2012年）